# Calle de Barbieri
La calle de Barbieri es una vía de Madrid (en el barrio de Justicia del distrito Centro) que une en sentido sur-norte la calle de las Infantas con la calle de Augusto Figueroa, junto a la plaza de Chueca. Debe su nombre al músico y maestro de la zarzuela Francisco Asenjo Barbieri. Antes fue conocida como calle del Soldado.

## Historia
Su nombre desde el siglo xvii hasta 1894, calle del Soldado, respondía a una tradición legendaria que evocaba la triste historia de amor y locura, digna de un pliego de cordel. Relata el enamoramiento enajenado de un soldado de la guardia española que quedó prendado de María de la Almudena Goutili, hija de María de Castilla, familia que vivía en esta calle. Rechazado por la moza que tenía intención de meterse monja, como la doña Inés del mítico Tenorio, el despechado soldado encargó a un pintor que le retratase sobre el muro del convento que había frente a la casa de la amada. Ignoró ella el desvarío del amante y persistió en su determinación de entrar como novicia en el convento del Caballero de Gracia. Pero una noche que regresaba la dama de confesarse con el vicario del convento en el que ansiaba ingresar, una sombra la siguió hasta su casa, y en el mismo portal le cortó la cabeza, que metió en un saco y depositó luego en el torno de la portería del mencionado convento, con el recado de «aquí les dejo un presente de parte de la futura monja». Cuando la madre superiora abrió el siniestro saco, la cabeza que resultó ser parlante, exclamó «¡Madre!». No acaba aquí el tremebundo relato, continúa Pedro de Répide contando que el asesino fue prendido y llevado ante el jefe de la Guardia española, entonces el marqués de Villalba, que ordenó encerrarle hasta el día de su juicio. Los jueces no tuvieron piedad, fue condenado a garrote vil y que se le cortase una mano «y fuese clavada en un palo en el mismo lugar conde cometió el delito». 

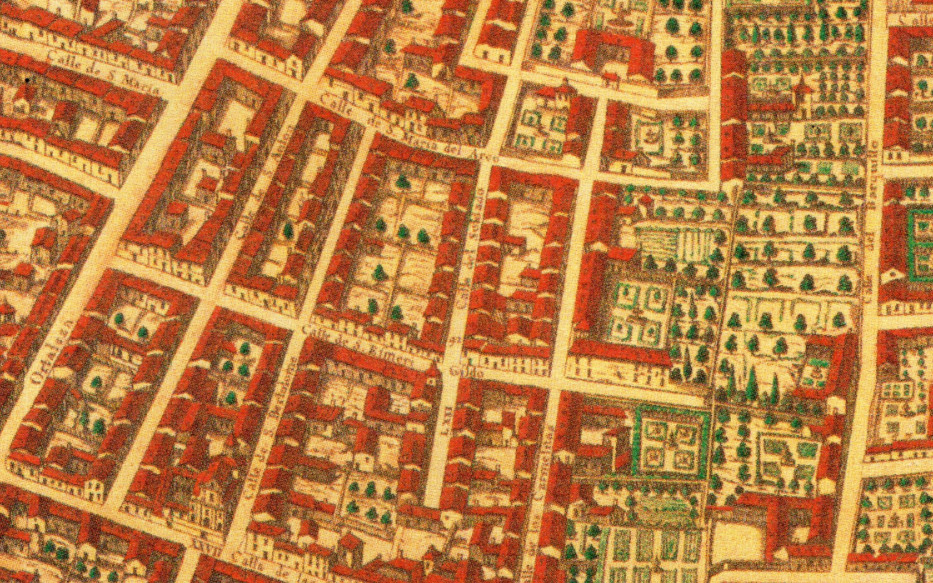
En el centro del plano, la calle del Soldado, dibujada por Teixiera hacia 1656 cuando era un callejón sin salida.

El adorno religioso de la historia asegura que a pesar de que el loco enamorado y asesino quería morir «impenitente», en el último momento logró su conversión la beata María Ana de Jesús, y fue luego acompañado al cadalso por Juan Jiménez de Góngora, fundador del que luego se conocerá como convento de las góngoras.
Otra noticia menos legendaria pero de similar tono, fue el establecimiento que hubo en esta calle dedicado a inclusa y que a partir de 1818 se instituyó como cárcel de mujeres (o ‘Casa Galera’) durante unos años. También estuvo hasta mediados del siglo xix el cuartel de la guardia española, popularmente conocido como cuartel del Soldado (que antes fue de Guardias Walonas), implicado en varias de «las asonadas militares de la época isabelina», y que ocupaba toda la manzana 317 (en un perímetro que Mesonero Romanos estima en 64.648 pies).
El 16 de noviembre de 1894 se decidió por acuerdo municipal rebautizar esta calle dedicándosela al compositor madrileño Francisco Asenjo Barbieri, fallecido aquel año, autor entre otras muchas partituras castizas, de la de El barberillo de Lavapiés.
Ordenada por Répide en el antiguo barrio del Almirante del desaparecido distrito de Buenavista, y administrada por las parroquias de San José y Santa Bárbara, en su breve recorrido () encuentra como única perpendicular la calle de San Marcos.

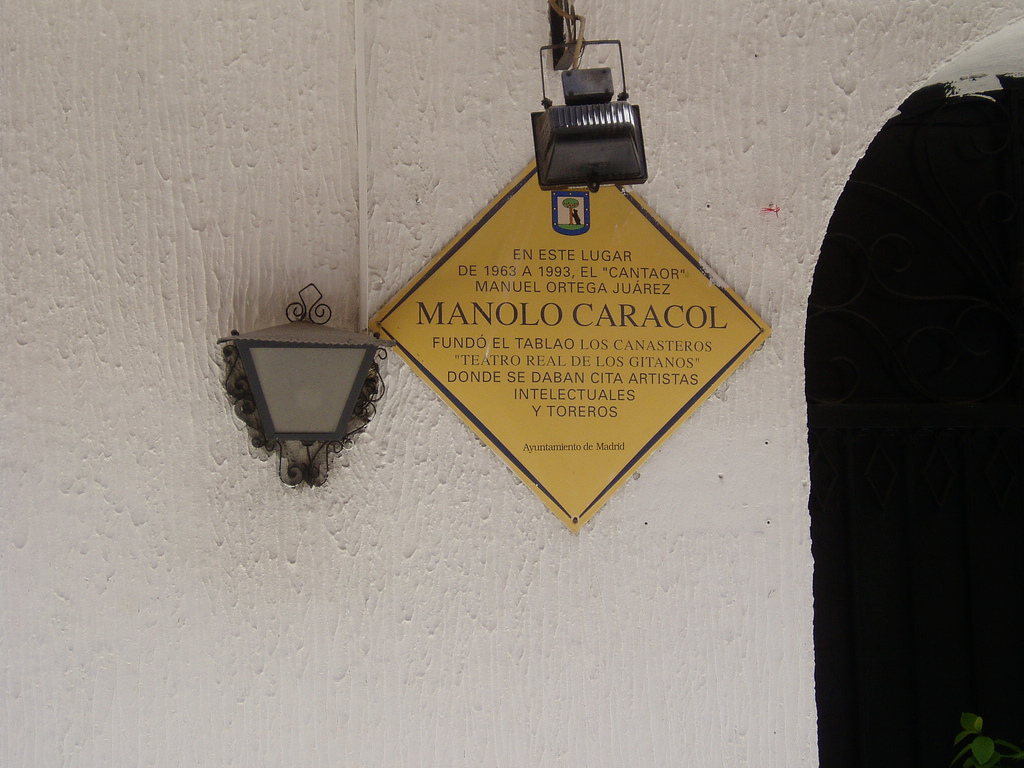
Placa en recuerdo del tablao Los Canasteros, en la fachada del número 10 de Barbieri.

En la fachada del número 10 de esta calle, una placa municipal recuerda que allí tuvo el duende flamenco reunión, entre 1963 y 1993, en el tablao Los Canasteros, «“Teatro Real de los Gitanos”, donde se daban cita artistas, intelectuales y toreros». Otro local con cierta solera es el restaurante taurino Casa Salvador, en el número 12, que presume de tener entre sus primeros clientes a Ernest Hemingway, Luis Miguel Dominguín y Ava Gardner, circunstancia de la que sospechosamente presumen el 50% de los establecimientos del antiguo Madrid. También fue popular y quizá rocambolesca, la noticia de la presencia habitual en esta calle del rey Alfonso XIII de Borbón, como visitante asiduo de la habitación número 20 en la aristocrática casa de citas que luego sería hotel Mónaco, en el n.º 5 de esta calle.